# SaS group Tower
SaS group Tower (původně SHD Komes) je název výškové budovy v centru města Mostu u křižovatky ulic Moskevská a Budovatelů (adresa Moskevská 14/1). Se svou stavební výškou 96 metrů je nejvyšší budovou v Ústeckém kraji a pátou nejvyšší v ČR (nepočítaje kostelní věže, 2017). Vlastníkem budovy je SaS Energo, s.r.o., která zde pronajímá administrativní prostory, nebytové prostory a sklady.

## Historie
Výstavba včetně přípravných prací probíhala v letech 1970 až 1984. Budova byla postavena pro generální ředitelství Severočeských hnědouhelných dolů (SHD), které řídilo celý severočeský hnědouhelný revír. V roce 1984, kdy byla stavba zprovozněna, se jednalo o nejvyšší budovu v české části tehdejšího Československa – s výjimkou věží katedrály sv. Bartoloměje v Plzni (102 m) a katedrály sv. Václava v Olomouci (101 m). Do té doby bylo v Ústeckém kraji nejvyšší budovou správní centrum Spolku pro chemickou a hutní výrobu v Ústí nad Labem (43 m) postavené roku 1930. Když byly v Praze dokončeny mrakodrapy City Tower (109 m) a City Empiria (104 m), ocitl se SHD Komes na třetím místě administrativních staveb.
Od května 2019 budova dostala nový název SaS group Tower, odvíjí se od jejího vlastníka SaS Energo, jež budovu vlastní od roku 2012.

## Popis
Budovu ředitelství SHD projektovali architekti Václav Krejčí, Jiří Fojt a Míťa Hejduk. Má 23 nadzemních podlaží, stavební výšku 96 metrů, nejvyšší bod je ve výšce 100 metrů. Jedná se o ocelovou konstrukci s betonovými podlahami.    